# Взаимодействие четвёртой степени
Взаимодействие четвёртой степени (фи-в-четвёртой теория, φ4-теория, четверное взаимодействие) — раздел квантовой теории поля, где скалярное поле обладает самодействием в виде φ4. Другие типы взаимодействий четвёртой степени можно найти в разделе четырёхфермионных взаимодействий. Классическое свободное скалярное поле {\displaystyle \varphi } удовлетворяет уравнению Клейна — Гордона. Если скалярное поле обозначено {\displaystyle \varphi }, взаимодействие четвёртой степени добавляет потенциальную энергию поля в виде {\displaystyle ({\lambda }/{4!})\varphi ^{4}} к лагранжевой плотности. Константа связи {\displaystyle \lambda } безразмерна в 4-мерном пространстве-времени.
В этой статье используется {\displaystyle (+,-,-,-)} сигнатура пространства Минковского.

## Лагранжиан для вещественного скалярного поля
Плотность лагранжиана для вещественного скалярного поля с взаимодействием четвёртой степени равна
{\displaystyle {\mathcal {L}}(\varphi )={\frac {1}{2}}[\partial ^{\mu }\varphi \partial _{\mu }\varphi -m^{2}\varphi ^{2}]-{\frac {\lambda }{4!}}\varphi ^{4}.}
Этот лагранжиан обладает глобальной симметрией отражения Z2 {\displaystyle \varphi \to -\varphi }.

## Лагранжиан для комплексного скалярного поля
Лагранжиан для комплексного скалярного поля можно обосновать следующим образом. Для двух скалярных полей {\displaystyle \varphi _{1}} и {\displaystyle \varphi _{2}} лагранжиан имеет вид
{\displaystyle {\mathcal {L}}(\varphi _{1},\varphi _{2})={\frac {1}{2}}[\partial _{\mu }\varphi _{1}\partial ^{\mu }\varphi _{1}-m^{2}\varphi _{1}^{2}]+{\frac {1}{2}}[\partial _{\mu }\varphi _{2}\partial ^{\mu }\varphi _{2}-m^{2}\varphi _{2}^{2}]-{\frac {1}{4}}\lambda (\varphi _{1}^{2}+\varphi _{2}^{2})^{2},}
которое можно записать в более сжатой форме, вводя комплексное скалярное поле {\displaystyle \phi } определяемое как
{\displaystyle \phi \equiv {\frac {1}{\sqrt {2}}}(\varphi _{1}+i\varphi _{2}),}
{\displaystyle \phi ^{*}\equiv {\frac {1}{\sqrt {2}}}(\varphi _{1}-i\varphi _{2}).}
Выраженный в новых переменных (комплексного скалярного поля), приведённый выше лагранжиан принимает вид
{\displaystyle {\mathcal {L}}(\phi )=\partial ^{\mu }\phi ^{*}\partial _{\mu }\phi -m^{2}\phi ^{*}\phi -\lambda (\phi ^{*}\phi )^{2},}
что, таким образом, эквивалентно SO(2) модели вещественных скалярных полей {\displaystyle \varphi _{1},\varphi _{2}}, в чём можно убедиться, разложив комплексное поле {\displaystyle \phi } по действительной и мнимой частям.
С участием {\displaystyle N} вещественных полей, можно построить {\displaystyle \varphi ^{4}}-модель с глобальной симметрией SO(N), заданной лагранжианом
{\displaystyle {\mathcal {L}}(\varphi _{1},...,\varphi _{N})={\frac {1}{2}}[\partial ^{\mu }\varphi _{a}\partial _{\mu }\varphi _{a}-m^{2}\varphi _{a}\varphi _{a}]-{\frac {1}{4}}\lambda (\varphi _{a}\varphi _{a})^{2},\quad a=1,...,N.}
Разложение комплексного поля на действительную и мнимую части показывает, что оно эквивалентно SO(2)-модели вещественных скалярных полей.
Во всех приведённых выше моделях константа связи {\displaystyle \lambda } должна быть положительной, так как в противном случае потенциал был бы неограничен снизу и устойчивого вакуума не существовало бы. Кроме того, интеграл Фейнмана по путям, обсуждаемый ниже, был бы плохо определён. В 4-х измерениях, {\displaystyle \phi ^{4}} теории имеют полюс Ландау. Это означает, что без обрезания на высоких энергиях перенормировка сделала бы эту теорию тривиальной.

## Континуальный интеграл
Разложение по диаграммам Фейнмана можно также получить из через интеграл по траекториям. Упорядоченные по времени вакуумные средние значения полиномов от φ, известные как n-частичные функции Грина, строятся путём интегрирования по всем возможным полям, нормированных значением вакуумного среднего без внешних полей,
{\displaystyle \langle \Omega |{\mathcal {T}}\{{\phi }(x_{1})\cdots {\phi }(x_{n})\}|\Omega \rangle ={\frac {\int {\mathcal {D}}\phi \phi (x_{1})\cdots \phi (x_{n})e^{i\int d^{4}x\left({1 \over 2}\partial ^{\mu }\phi \partial _{\mu }\phi -{m^{2} \over 2}\phi ^{2}-{\lambda  \over 4!}\phi ^{4}\right)}}{\int {\mathcal {D}}\phi e^{i\int d^{4}x\left({1 \over 2}\partial ^{\mu }\phi \partial _{\mu }\phi -{m^{2} \over 2}\phi ^{2}-{\lambda  \over 4!}\phi ^{4}\right)}}}.}
Все эти функции Грина получаются путём разложения экспоненты по J(x)φ(x) в производящую функцию
{\displaystyle Z[J]=\int {\mathcal {D}}\phi e^{i\int d^{4}x\left({1 \over 2}\partial ^{\mu }\phi \partial _{\mu }\phi -{m^{2} \over 2}\phi ^{2}-{\lambda  \over 4!}\phi ^{4}+J\phi \right)}=Z[0]\sum _{n=0}^{\infty }{\frac {1}{n!}}\langle \Omega |{\mathcal {T}}\{{\phi }(x_{1})\cdots {\phi }(x_{n})\}|\Omega \rangle .}
Вращение Вика задаёт переход к мнимому времени. Затем изменение сигнатуры на (++++) даёт интеграл статистической механики φ4-теории по 4-мерному евклидову пространству,
{\displaystyle Z[J]=\int {\mathcal {D}}\phi e^{-\int d^{4}x\left({1 \over 2}(\nabla \phi )^{2}+{m^{2} \over 2}\phi ^{2}+{\lambda  \over 4!}\phi ^{4}+J\phi \right)}.}
Обычно это применяется к рассеянию частиц с фиксированными импульсами, и в этом случае полезно использовать преобразование Фурье, чир даёт
{\displaystyle {\tilde {Z}}[{\tilde {J}}]=\int {\mathcal {D}}{\tilde {\phi }}e^{-\int d^{4}p\left({1 \over 2}(p^{2}+m^{2}){\tilde {\phi }}^{2}-{\tilde {J}}{\tilde {\phi }}+{\lambda  \over 4!}{\int {d^{4}p_{1} \over (2\pi )^{4}}{d^{4}p_{2} \over (2\pi )^{4}}{d^{4}p_{3} \over (2\pi )^{4}}\delta (p-p_{1}-p_{2}-p_{3}){\tilde {\phi }}(p){\tilde {\phi }}(p_{1}){\tilde {\phi }}(p_{2}){\tilde {\phi }}(p_{3})}\right)}.}
куда {\displaystyle \delta (x)} — дельта-функция Дирака.
Стандартный трюк для вычисления этого функционального интеграла состоит в том, чтобы записать его как произведение экспоненциальных множителей, схематично,
{\displaystyle {\tilde {Z}}[{\tilde {J}}]=\int {\mathcal {D}}{\tilde {\phi }}\prod _{p}\left[e^{-(p^{2}+m^{2}){\tilde {\phi }}^{2}/2}e^{-\lambda /4!\int {d^{4}p_{1} \over (2\pi )^{4}}{d^{4}p_{2} \over (2\pi )^{4}}{d^{4}p_{3} \over (2\pi )^{4}}\delta (p-p_{1}-p_{2}-p_{3}){\tilde {\phi }}(p){\tilde {\phi }}(p_{1}){\tilde {\phi }}(p_{2}){\tilde {\phi }}(p_{3})}e^{{\tilde {J}}{\tilde {\phi }}}\right].}
Вторые два экспоненциальных множителя можно разложить в степенной ряд, а комбинаторику этого разложения можно представить графически. Интеграл с λ = 0 рассматривают как произведение бесконечного числа элементарных интегралов Гаусса, а результат можно выразить в виде суммы диаграмм Фейнмана, рассчитанных с использованием следующих правил Фейнмана:
- Каждое поле {\displaystyle {\tilde {\phi }}(p)} в n -точечной евклидовой функции Грина представлена внешней линией на графике и связано с импульсом p.
- Каждая вершина представлена фактором -λ.
- При заданном порядке λk все диаграммы с n внешними линиями и k вершинами строятся так, что импульсы, входящие в каждую вершину, равны нулю. Каждая внутренняя линия представлена коэффициентом 1/(q2 + m2), где q — импульс, протекающий через эту линию.
- Любые неограниченные импульсы интегрируются по всем значениям.
- Результат делится на коэффициент симметрии, который представляет собой количество способов перестановки линий и вершин графа без изменения его связности.
- Не включать графы, содержащие «вакуумные пузыри», связные подграфы без внешних линий.

Последнее правило учитывает эффект деления на {\displaystyle {\tilde {Z}}[0]}. Правила Фейнмана в пространстве Минковского аналогичны, за исключением того, что каждая вершина представлена {\displaystyle -i\lambda }, а каждая внутренняя линия представлена множителем i/(q2 — m2 + iε), где член ε представляет небольшое вращение Вика, необходимое для сходимости интеграла Гаусса в пространстве Минковского.

## Перенормировка
Интегралы по неограниченным импульсам, называемые «петлевыми вкладами», на диаграммах Фейнмана обычно расходятся. Это обычно устраняется перенормировкой, которая представляет собой процедуру добавления расходящихся контрчленов к лагранжиану таким образом, что диаграммы, построенные из исходного лагранжиана и контрчленов, конечны. При этом необходимо вводить масштаб перенормировки, от которого становятся зависимыми константа связи и масса. Именно эта зависимость приводит к упомянутому ранее полюсу Ландау и требует, чтобы обрезание приводило к конечным интегралам. В качестве альтернативы, если отсечение может уйти в бесконечность, полюса Ландау можно избежать, только если перенормированная связь стремится к нулю, что делает теорию тривиальной.

## Спонтанное нарушение симметрии
Интересная особенность может возникнуть, если m2 становится отрицательным, но λ остаётся положительным. В этом случае вакуум состоит из двух состояний с наименьшей энергией, каждое из которых спонтанно нарушает глобальную симметрию Z2 исходной теории. Это приводит к появлению интересных коллективных состояний, таких как доменные стенки. В теории O(2) вакуум располагался бы на окружности, и выбор одного из них спонтанно нарушил бы симметрию O(2). Непрерывная нарушенная симметрия приводит к появлению новой частицы бозона Голдстоуна. Этот тип спонтанного нарушения симметрии является существенным компонентом механизма Хиггса.

### Спонтанное нарушение дискретных симметрий
Простейшая релятивистская система, в которой наблюдается спонтанное нарушение симметрии, — это система с одним скалярным полем {\displaystyle \varphi } с лагранжианом
{\displaystyle {\mathcal {L}}(\varphi )={\frac {1}{2}}(\partial \varphi )^{2}+{\frac {1}{2}}\mu ^{2}\varphi ^{2}-{\frac {1}{4}}\lambda \varphi ^{4}\equiv {\frac {1}{2}}(\partial \varphi )^{2}-V(\varphi ),}
где {\displaystyle \mu ^{2}>0} и
{\displaystyle V(\varphi )\equiv -{\frac {1}{2}}\mu ^{2}\varphi ^{2}+{\frac {1}{4}}\lambda \varphi ^{4}.}
Минимизируя потенциал по переменной {\displaystyle \varphi } приводит к
{\displaystyle V'(\varphi _{0})=0\Longleftrightarrow \varphi _{0}^{2}\equiv v^{2}={\frac {\mu ^{2}}{\lambda }}.}
Теперь мы расширим поле вокруг этого минимального записав
{\displaystyle \varphi (x)=v+\sigma (x),}
и подставив в лагранжиан получим
{\displaystyle {\mathcal {L}}(\varphi )=\underbrace {-{\frac {\mu ^{4}}{4\lambda }}} _{\text{unimportant constant}}+\underbrace {{\frac {1}{2}}[(\partial \sigma )^{2}-({\sqrt {2}}\mu )^{2}\sigma ^{2}]} _{\text{massive scalar field}}+\underbrace {(-\lambda v\sigma ^{3}-{\frac {\lambda }{4}}\sigma ^{4})} _{\text{self-interactions}}.}
где скаляр {\displaystyle \sigma } теперь имеет положительный массовый член.
Думая в терминах значений вакуумного среднего позволяет нам понять, что происходит с симметрией, когда она спонтанно нарушается. Исходный лагранжиан был инвариантным относительно {\displaystyle Z_{2}} симметрии {\displaystyle \varphi \rightarrow -\varphi }. С
{\displaystyle \langle \Omega |\varphi |\Omega \rangle =\pm {\sqrt {\frac {6\mu ^{2}}{\lambda }}}}
оба минимума, должно существовать два разных вакуума: {\displaystyle |\Omega _{\pm }\rangle } с участием
{\displaystyle \langle \Omega _{\pm }|\varphi |\Omega _{\pm }\rangle =\pm {\sqrt {\frac {6\mu ^{2}}{\lambda }}}.}
Поскольку {\displaystyle Z_{2}} симметрия означает {\displaystyle \varphi \rightarrow -\varphi }, это должно также относиться к {\displaystyle |\Omega _{+}\rangle \leftrightarrow |\Omega _{-}\rangle }. Два возможных вакуума для теории эквивалентны, но нужно выбрать один. Хотя кажется, что в новом лагранжиане {\displaystyle Z_{2}} симметрия исчезла, она всё ещё есть, но теперь она действует как {\displaystyle \sigma \rightarrow -\sigma -2v.} Это общая черта спонтанно нарушенных симметрий: их нарушает вакуум, но в лагранжиане они фактически не нарушены, а просто скрыты и часто реализуются только нелинейным образом.

## Точные решения
Существует множество точных классических решений уравнения движения теории, записанных в виде
{\displaystyle \partial ^{2}\varphi +\mu _{0}^{2}\varphi +\lambda \varphi ^{3}=0}
что можно написать для безмассового, {\displaystyle \mu _{0}=0} случай как
{\displaystyle \varphi (x)=\pm \mu \left({\frac {2}{\lambda }}\right)^{1 \over 4}{\rm {sn}}(p\cdot x+\theta ,-1),}
где {\displaystyle \,{\rm {sn\!}}} — эллиптическая функция Якоби и {\displaystyle \,\mu ,\theta } — константы интегрирования с учётом следующего дисперсионного соотношения
{\displaystyle p^{2}=\mu ^{2}\left({\frac {\lambda }{2}}\right)^{1 \over 2}.}
Интересно, что мы начали с безмассового уравнения, но точное решение описывает волну с законом дисперсии, соответствующим решению для массивного поля. Когда массовый член не равен нулю, получается
{\displaystyle \varphi (x)=\pm {\sqrt {\frac {2\mu ^{4}}{\mu _{0}^{2}+{\sqrt {\mu _{0}^{4}+2\lambda \mu ^{4}}}}}}{\rm {sn}}\left(p\cdot x+\theta ,{\sqrt {\frac {-\mu _{0}^{2}+{\sqrt {\mu _{0}^{4}+2\lambda \mu ^{4}}}}{-\mu _{0}^{2}-{\sqrt {\mu _{0}^{4}+2\lambda \mu ^{4}}}}}}\right)}
теперь дисперсионное соотношение
{\displaystyle p^{2}=\mu _{0}^{2}+{\frac {\lambda \mu ^{4}}{\mu _{0}^{2}+{\sqrt {\mu _{0}^{4}+2\lambda \mu ^{4}}}}}.}
Наконец, для случая нарушения симметрии
{\displaystyle \varphi (x)=\pm v\cdot {\rm {dn}}(p\cdot x+\theta ,i),}
существование {\displaystyle v={\sqrt {\frac {2\mu _{0}^{2}}{3\lambda }}}} и имеет место следующее дисперсионное соотношение
{\displaystyle p^{2}={\frac {\lambda v^{2}}{2}}.}
Эти волновые решения интересны тем, что, несмотря на то, что мы начали с уравнения с неправильным знаком массы, дисперсионное соотношение имеет правильный знак. Кроме того, функция Якоби {\displaystyle \,{\rm {dn}}\!} не имеет действительных нулей, и поэтому поле никогда не равно нулю, а движется вокруг заданного постоянного значения, которое изначально выбрано для описания спонтанного нарушения симметрии.
Доказательство единственности можно получить, если учесть, что решение можно искать в виде {\displaystyle \varphi =\varphi (\xi )}, где {\displaystyle \xi =p\cdot x}. Тогда уравнение в частных производных становится обыкновенным дифференциальным уравнением, которое определяет эллиптическую функцию Якоби с {\displaystyle p} удовлетворяющие правильному дисперсионному соотношению.